# Ryfors golfklubb
Ryfors golfklubb är en golfklubb i Ryfors i Mullsjö kommun. Banan ligger på samma plats som Sveriges första golfbana från 1888. Denna finns dock inte kvar längre, även om spår kan skönjas. Karaktäristiskt för banan är dess stora, undulerade greener. 